# Визано
Виза̀но (на италиански: Visano, на източноломбардски: Isà, Иза) е село и община в Северна Италия, провинция Бреша, регион Ломбардия. Разположено е на 60 m надморска височина. Населението на общината е 2001 души (към 2013 г.).